# Pierre Brossollet
 (juillet 2025).
Motif : Manque de sources nationales centrées sur la personne.
- Archive Wikiwix
- Bing
- Cairn
- DuckDuckGo
- E. Universalis
- Gallica
- Google
- G. Books
- G. News
- G. Scholar
- Persée
- Qwant
- (zh) Baidu
- (ru) Yandex
- (wd) trouver des œuvres sur Wikidata

| 1. | Préciser le motif de la pose du bandeau. | Précisez le motif de la pose du bandeau en utilisant la syntaxe suivante : {{admissibilité à vérifier\|date=juillet 2025\|motif=remplacez ce texte par le motif}}                      |
| 2. | Informer les utilisateurs concernés.     | Pensez à avertir le créateur de l'article, par exemple, en insérant le code ci-dessous sur sa page de discussion : {{subst:avertissement admissibilité à vérifier\|Pierre Brossollet}} |

Pour les articles homonymes, voir Brossollet.
Pierre Brossollet, né le 15 mai 1977 à La Seyne-sur-Mer (Var) est un entrepreneur français établi à Pau, en Béarn, connu pour être le président et fondateur d'Arverne Group, entreprise spécialisée dans la géothermie. 

## Biographie

### Formation et début de carrière
Diplômé de l'École spéciale des travaux publics, il a également obtenu un master à l'IFP School, avant de travailler pour TotalEnergies et Maurel & Prom, acquérant de l'expérience en sous-sol et en finance.

### Fondation du Groupe Arverne
En 2018, Pierre Brossollet fonde Arverne au Technopole Hélioparc de Pau. Le groupe est spécialisé dans la valorisation énergétique des ressources souterraines. L'entreprise se distingue par son ambition de devenir un leader dans ces domaines en France. Le groupe Renault est présent au capital.

### Autres mandats
En 2023, Pierre Brossollet a été élu au conseil d'administration de la Section paloise, sous la présidence de Bernard Pontneau. Il rejoint un conseil d'administration composé de figures économiques importantes de la région, démontrant son attachement au territoire et son désir de contribuer à son développement sportif et économique.
En 2025, il est élu président d'Avenia, pôle de compétitivité de la région Sud-Ouest dédié au sous-sol.